# Cruzeiro do Sul, Acre
Cruzeiro do Sul este un oraș în unitatea federativă Acre (AC) din Brazilia. la recensământul din 2007, Cruzeiro do Sul avea o populație de 73,948 locuitori. Orașul Cruzeiro do Sul are o suprafață de 7,925 km².